# Dickey Chapelle
Dickey Chapelle, född 1918, död 1965, var en amerikansk fotograf.
En krater på Venus har fått sitt namn efter henne. 